# Eichenhausen (Gemeinde)
Eichenhausen ist eine Gemarkung im oberbayerischen Landkreis München. Bis April 1978 bestand die Gemeinde Eichenhausen.
Die Gemarkung Eichenhausen liegt vollständig auf dem Gebiet der Gemeinde Sauerlach und hat eine Fläche von 1156,53 Hektar. Auf ihr liegen vier Gemeindeteile von Sauerlach: Altkirchen,  Großeichenhausen, Gumpertshausen und Kleineichenhausen. Die Gemarkung liegt etwa 20 km südlich von München und grenzte an die Gemarkungen Oberbiberg, Sauerlach, Dingharting, Arget und Endlhausen.

## Geschichte

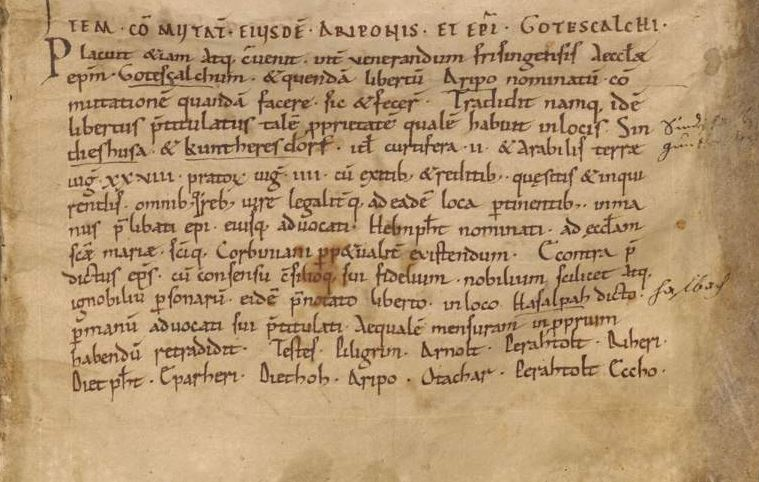
Die erste schriftliche Erwähnung Eichenhausens und Altkirchens in den Freisinger Traditionen

Hügelgräber aus der späten Latènezeit um 750 vor Christus und die eindrucksvolle keltische Viereckschanze im Wald südöstlich von Großeichenhausen sind deutliche Hinweise auf eine frühe Besiedlung.
Die erste urkundliche Erwähnung Eichenhausens – Ichanhusa –  erfolgte den Traditionen des Hochstifts Freising zufolge zwischen 994 und 1005, als der unfreie Kleriker Simon mit dem Freisinger Bischof Gottschalk von Hagenau einige Liegenschaften tauschte:

„Tradidit namque idem presbyter iam dictus cum manu sui advocati Adalhardi in manus episcopi et eius advocati Erchankeri arabilis terrae iugera XXXI in locis his Attinheim, Ennilhusa, Ichanhusa, Altkiriha, Keruuenteleshusa ad altare sanctae Mariae sanctique Corbiniani perpetualiter existendum.“

„Denn derselbe schon genannte Priester hat durch die Hand seines Anwalts Adalhard 31 Iugera pflügbaren Boden in Attinheim (Attenham), Ennilhusa (Endlhausen), Ichanhusa (Eichenhausen, bzw. Großeichenhausen und Kleineichenhausen), Altkiriha (Altkirchen) und Keruuenteleshusa (Gerblinghausen) zum ewigen Altar der heiligen Maria und des heiligen Korbinian in die Hände des Bischofs und dessen Anwalt Erchanker übereignet.“

Der Name Eichenhausen geht nicht auf einen denkbar reichen Bestand an Eichen im Deisenhofener Forst zurück, sondern ist patronymischen Ursprungs, das heißt, er weist auf seinen Gründer hin. So bezieht sich der Name Eichenhausen wohl auf Icho, den um 800 mehrfach bezeugten Abt des Klosters Schäftlarn.
Gemeinde
1869 taucht im Schriftgut der Gemeinde Josef Humpl als erster Bürgermeister auf.
Die damalige Gemeinde Eichenhausen im Landgericht Wolfratshausen und später im Landkreis Wolfratshausen bestand aus den vier amtlich benannten Ortsteilen Altkirchen, Großeichenhausen, Gumpertshausen und Kleineichenhausen. Sie hatte 1961 eine Fläche von 1155,69 Hektar und 246 Einwohner, 133 davon im Kirchdorf Altkirchen, dem damaligen Hauptort der Gemeinde. Im Rahmen der Gemeindegebietsreform wurde der Landkreis Wolfratshausen 1972 aufgelöst, Eichenhausen kam zum Landkreis München. Am 1. Mai 1978 wurde die Gemeinde Eichenhausen nach einigem Widerstand aufgelöst und in die Gemeinde Sauerlach eingegliedert. Letzter Bürgermeister der Gemeinde Eichenhausen war Paul Öckler.